# Sunny (filme de 1930)
Sunny é um filme de comédia musical produzido nos Estados Unidos, dirigido por William A. Seiter e lançado em 1930.